# Альперс, Фридрих
Фридрих Людвиг Герберт Альперс (нем. Friedrich Ludwig Herbert Alpers; 25 марта 1901, Зонненберг, Нижняя Саксония — 3 сентября 1944, Монс) — государственный и партийный деятель времён нацистской Германии, обергруппенфюрер СС (21 июня 1943 года).

## Биография
Сын учителя протестантской начальной школы. В 1907—1911 годах учился в начальной школе в Зоннеберге, а затем до марта 1919 года — в гуманитарной «Martino-Katharineum»-Gymnasium в Брауншвейге, где получил аттестат об окончании средней школы. С мая 1919 по март 1920 года был членом добровольческого корпуса «Меркер». В 1923—1924 годах изучал экономику и право в Грайфсвальдском, Мюнхенском и Гейдельбергском университетах. В 1924—1928 годах работал в различных юридический фирмах в Брауншвейге. После получения диплома в 1929—1933 годах работал юристом.

## Карьера
1 июня 1929 года вступил в НСДАП (билет № 132 812), а в мае 1930 года — в СА в звании штурмфюрера. 12 апреля 1930 года женился на Элизабет Шарлотт Виттмак. В 1930 году избран от НСДАП членом ландтага Брауншвейга. 1 марта 1931 года вступил в СС (билет № 6 427), являлся командиром 1-го, а с 1932 года — 2-го штурмбанна 12-го штандарта СС.
С 8 октября 1932 по 3 мая 1933 года — командир 49-го штандарта СС. Занимал должность областного лесничего провинции Бранденбург, являлся протеже Германа Геринга. С 8 мая 1933 года — государственный министр юстиции и финансов Брауншвейга.
1 декабря 1937 года был зачислен в Личный штаб рейхсфюрера СС. С 1940 по 3 сентября 1944 года — генерал-лесничий (Generalforstmeister). В 1941 году Г. Геринг назначил Фридриха Альперса руководителем рабочей группы лесов в возглавляемом им Управлении по четырёхлетнему плану. Являлся также членом экономического штаба «Восток», занимавшегося разграблением природных богатств СССР.
В январе 1942 года решил поступить в действующие части люфтваффе, где был назначен командиром 4-й зенитной разведывательной группы (нем. Fernaufklärungsgruppe 4), получил чин майора резерва.
14 октября 1942 года был награждён Рыцарским крестом Железного креста.
С 21 августа 1944 года — командир 9-го парашютного полка (нем. Fallschirm-Jäger-Regiment 9) 3-й парашютной дивизии. Участвовал в боях в Нормандии.
3 сентября 1944 года был тяжело ранен и, не желая сдаваться в плен, покончил жизнь самоубийством. Похоронен в Ломмеле на кладбище военнопленных.

## Награды
- Шеврон старого бойца
- Почётный крест ветерана войны
- Медаль «В память 1 октября 1938 года»
- Железный крест, 1-го класса (02.06.1940)
- Железный крест, 2-го класса (1939)
- Рыцарский крест Железного креста (14.11.1942)
- Немецкий крест в золоте (20.04.1942)
- Нагрудный знак наблюдателя
- Нагрудный знак парашютиста сухопутных войск
- Пряжка «Разведчик» в золоте
- Золотой партийный знак НСДАП (30.01.1943)
- Щит «Крым» (20.03.1943)
- Медаль «За выслугу лет в НСДАП» в бронзе и серебре
- Медаль «За выслугу лет в СС»
- Кольцо «Мёртвая голова»
- Почетная сабля рейхсфюрера СС
- Спортивный значок в серебре